# Seznam hokejistů draftovaných týmem New Jersey Devils

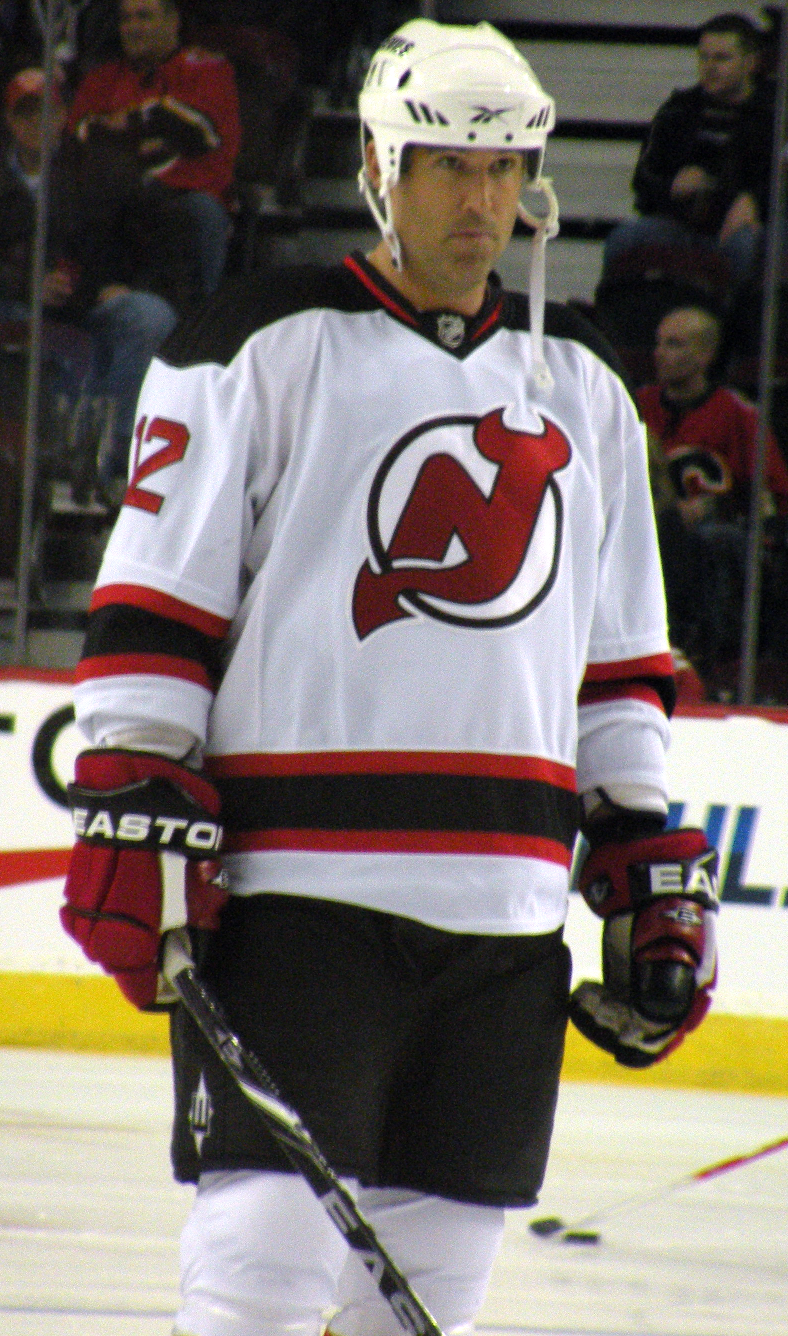
Brian Rolston byl draftován z 11. místa v roce 1991

Toto je kompletní seznam hokejistů, kteří byli draftováni v NHL do týmu New Jersey Devils. To zahrnuje každého hráče, který byl draftován, bez ohledu na to, zda hrál za tým.

## Draft 1. kola

### Historie prvního kola
| † | Hráč který byl vybrán do hokejové síně slávy | Hráč který byl vybrán do hokejové síně slávy | Hráč který byl vybrán do hokejové síně slávy |
| * | Draftován z 1. místa                         | Draftován z 1. místa                         | Draftován z 1. místa                         |
| ≠ | Hráč který neodehrál žádný zápas v NHL       | Hráč který neodehrál žádný zápas v NHL       | Hráč který neodehrál žádný zápas v NHL       |

| Rok  | Místo | Hráč                     | Pozice              | Stát    | Předchozí tým (liga)               |
| ---- | ----- | ------------------------ | ------------------- | ------- | ---------------------------------- |
| 1982 | 8     | Rocky Trottier           | Centr               | Kanada  | Billings Bighorns (WHL)            |
| 1982 | 18    | Ken Daneyko              | Obránce             | Kanada  | Seattle Breakers (WHL)             |
| 1983 | 6     | John MacLean             | Pravé křídlo        | Kanada  | Oshawa Generals (OHL)              |
| 1984 | 2     | Kirk Muller              | Centr               | Kanada  | Guelph Platers (OHL)               |
| 1985 | 3     | Craig Wolanin            | Obránce             | USA     | Kitchener Rangers (OHL)            |
| 1986 | 3     | Neil Brady               | Centr               | Kanada  | Medicine Hat Tigers (WHL)          |
| 1987 | 2     | Brendan Shanahan         | Levé křídlo         | Kanada  | London Knights (OHL)               |
| 1988 | 12    | Corey Foster             | Obránce             | Kanada  | Peterborough Petes (OHL)           |
| 1989 | 5     | Bill Guerin              | Pravé křídlo        | USA     | Springfield Olympics (NEJHL)       |
| 1989 | 18    | Jason Miller             | Centr               | Kanada  | Medicine Hat Tigers (WHL)          |
| 1990 | 20    | Martin Brodeur           | Brankář             | Kanada  | St. Hyacinthe Lasers (QMJHL)       |
| 1991 | 3     | Scott Niedermayer        | Obránce             | Kanada  | Kamloops Blazers (WHL)             |
| 1991 | 11    | Brian Rolston            | Levé křídlo         | USA     | Detroit Compuware (NAHL)           |
| 1992 | 18    | Jason Smith              | Obránce             | Kanada  | Regina Pats (WHL)                  |
| 1993 | 13    | Denis Pederson           | Centr               | Kanada  | Prince Albert Raiders (WHL)        |
| 1994 | 25    | Vadim Šarifijanov        | Levé křídlo         | Rusko   | Salavat Julajev Ufa (RSL)          |
| 1995 | 18    | Petr Sýkora              | Centr               | Česko   | Detroit Vipers (IHL)               |
| 1996 | 10    | Lance Ward               | Obránce             | Kanada  | Red Deer Rebels (WHL)              |
| 1997 | 24    | Jean-Francois Damphousse | Brankář             | Kanada  | Moncton Wildcats (QMJHL)           |
| 1998 | 26    | Mike Van Ryn             | Obránce             | Kanada  | University of Michigan (CCHA)      |
| 1998 | 27    | Scott Gomez              | Centr               | USA     | Tri-City Americans (WHL)           |
| 1999 | 27    | Ari Ahonen≠              | Brankář             | Finsko  | JYP Jyväskylä (SM-liiga)           |
| 2000 | 22    | David Hale               | Obránce             | USA     | Sioux City Musketeers (USHL)       |
| 2001 | 28    | Adrian Foster≠           | Centr               | Kanada  | Saskatoon Blades (WHL)             |
| 2002 | Nikdo | Nikdo                    | Nikdo               | Nikdo   | Nikdo                              |
| 2003 | 17    | Zach Parise              | Centr               | USA     | University of North Dakota (WCHA)  |
| 2004 | 20    | Travis Zajac             | Centr               | Kanada  | Salmon Arm Silverbacks (BCHL)      |
| 2005 | 23    | Nicklas Bergfors         | Levé a pravé křídlo | Švédsko | Södertälje SK (Elitserien)         |
| 2006 | 30    | Matt Corrente            | Obránce             | Kanada  | Saginaw Spirit (OHL)               |
| 2007 | Nikdo | Nikdo                    | Nikdo               | Nikdo   | Nikdo                              |
| 2008 | 24    | Mattias Tedenby          | Pravé křídlo        | Švédsko | HV71 (Elitserien)                  |
| 2009 | 20    | Jacob Josefson           | Centr               | Švédsko | Djurgårdens IF Hockey (Elitserien) |
| 2010 | Nikdo | Nikdo                    | Nikdo               | Nikdo   | Nikdo                              |
| 2011 | 4     | Adam Larsson             | Obránce             | Švédsko | Skellefteå AIK (Elitserien)        |
| 2012 | 29    | Stefan Matteau           | Levé křídlo         | USA     | U.S. National U18 Team (USDP)      |

### Celkový výběr

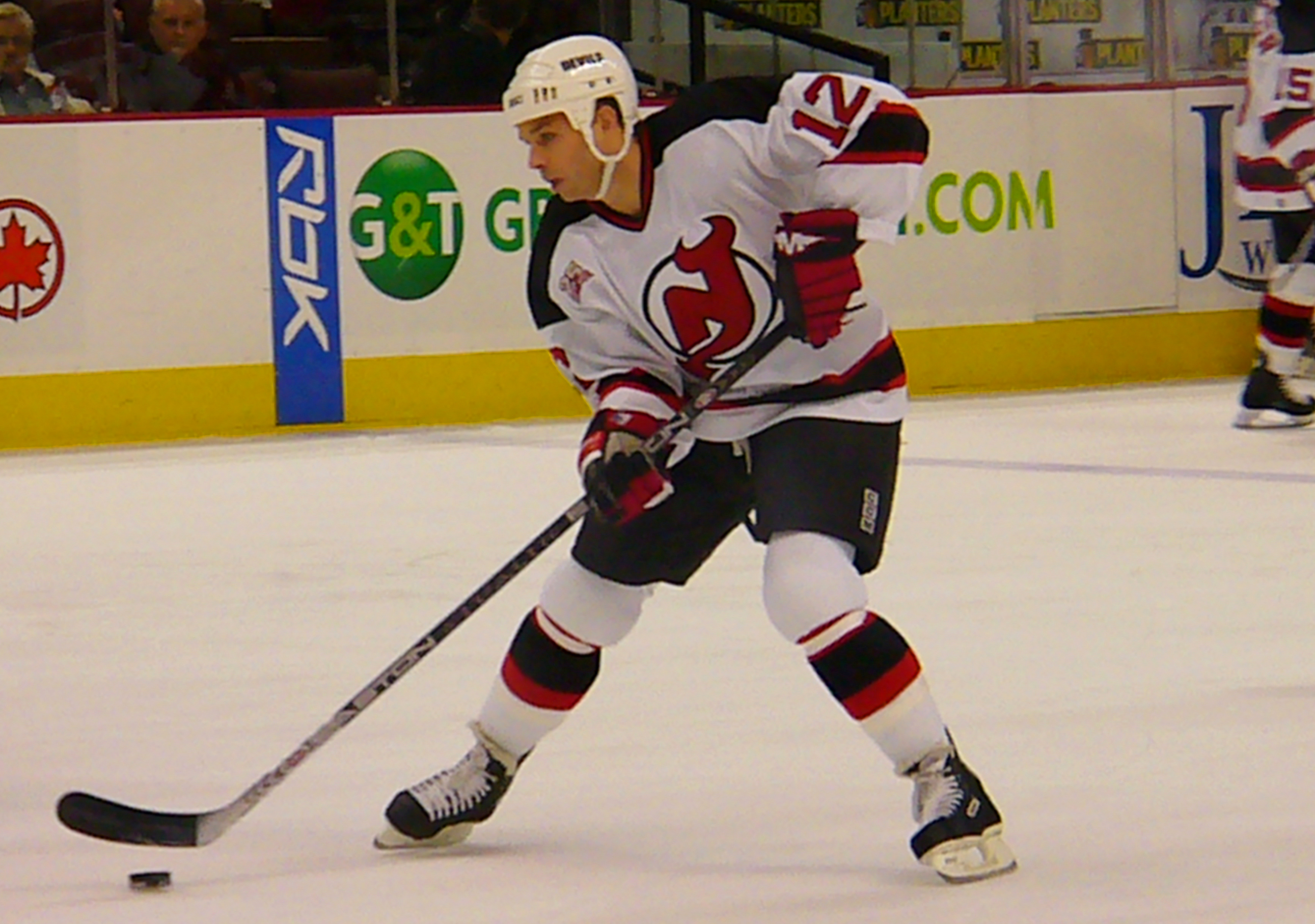
Jim Dowd byl draftován ze 149. místa v roce 1987

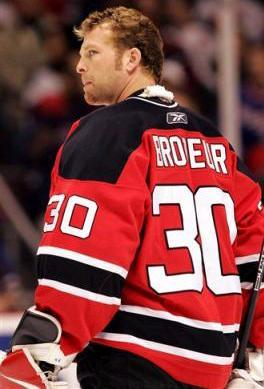
Martin Brodeur byl draftován z 20. místa v roce 1990

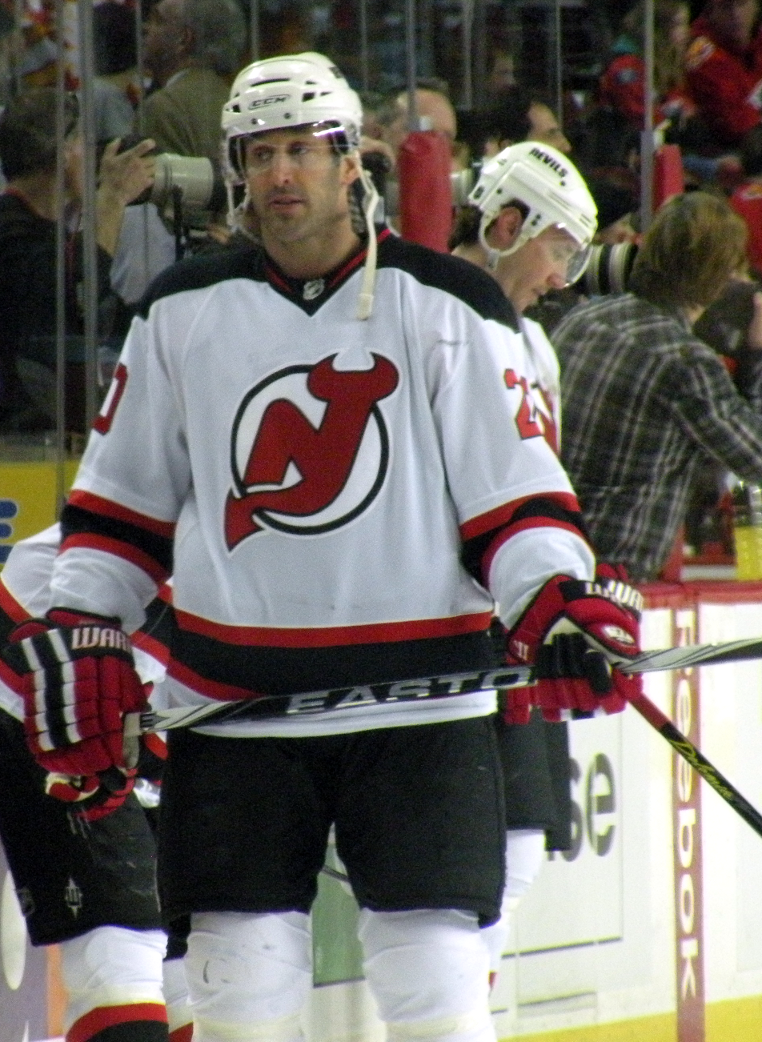
Jay Pandolfo byl draftován ze 32. místa v roce 1993

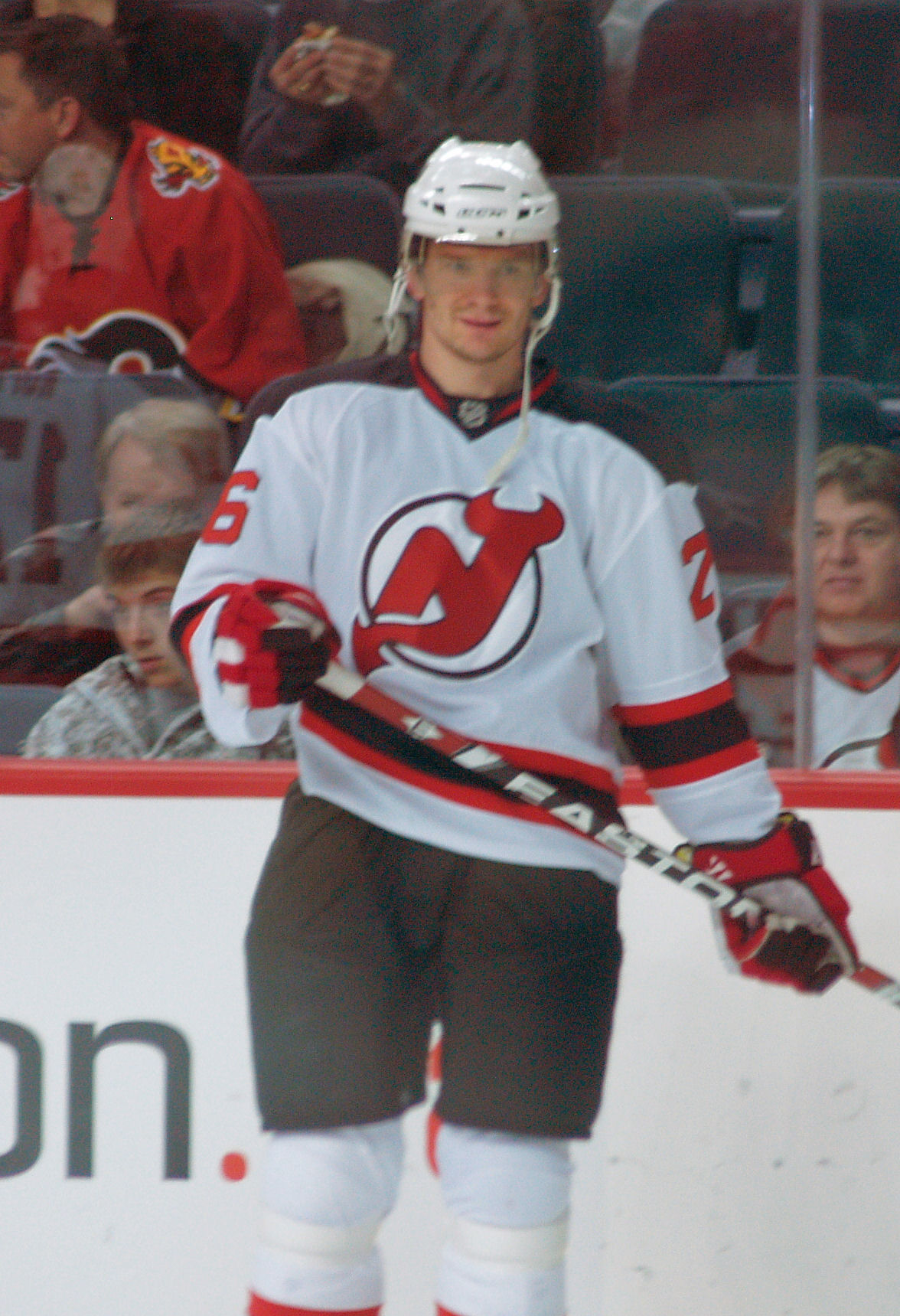
Patrik Eliáš byl draftován z 51. místa v roce 1994

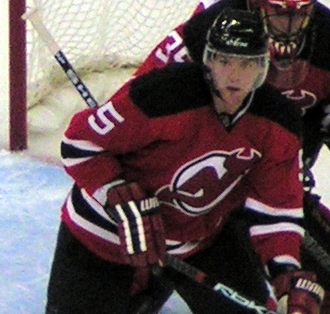
Colin White byl draftován ze 49. místa v roce 1996

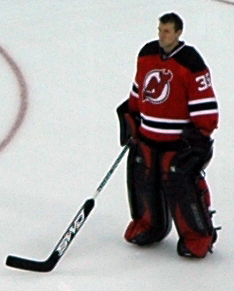
Scott Clemmensen byl draftován z 215. místa v roce 1997

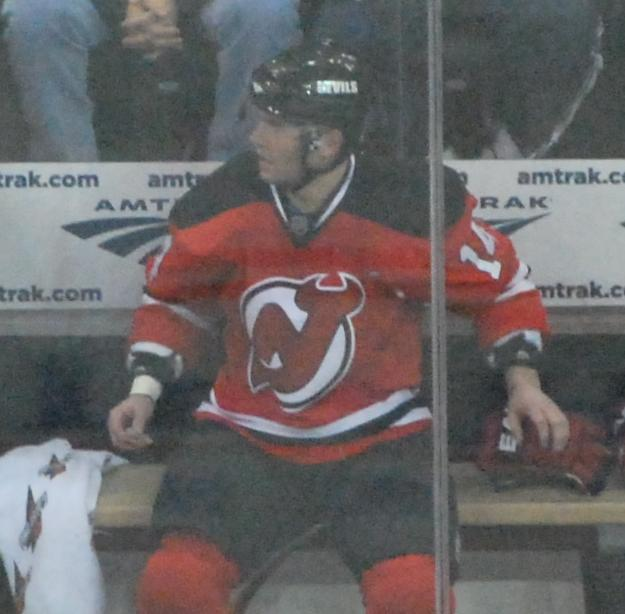
Brian Gionta byl draftován z 82. místa v roce 1998

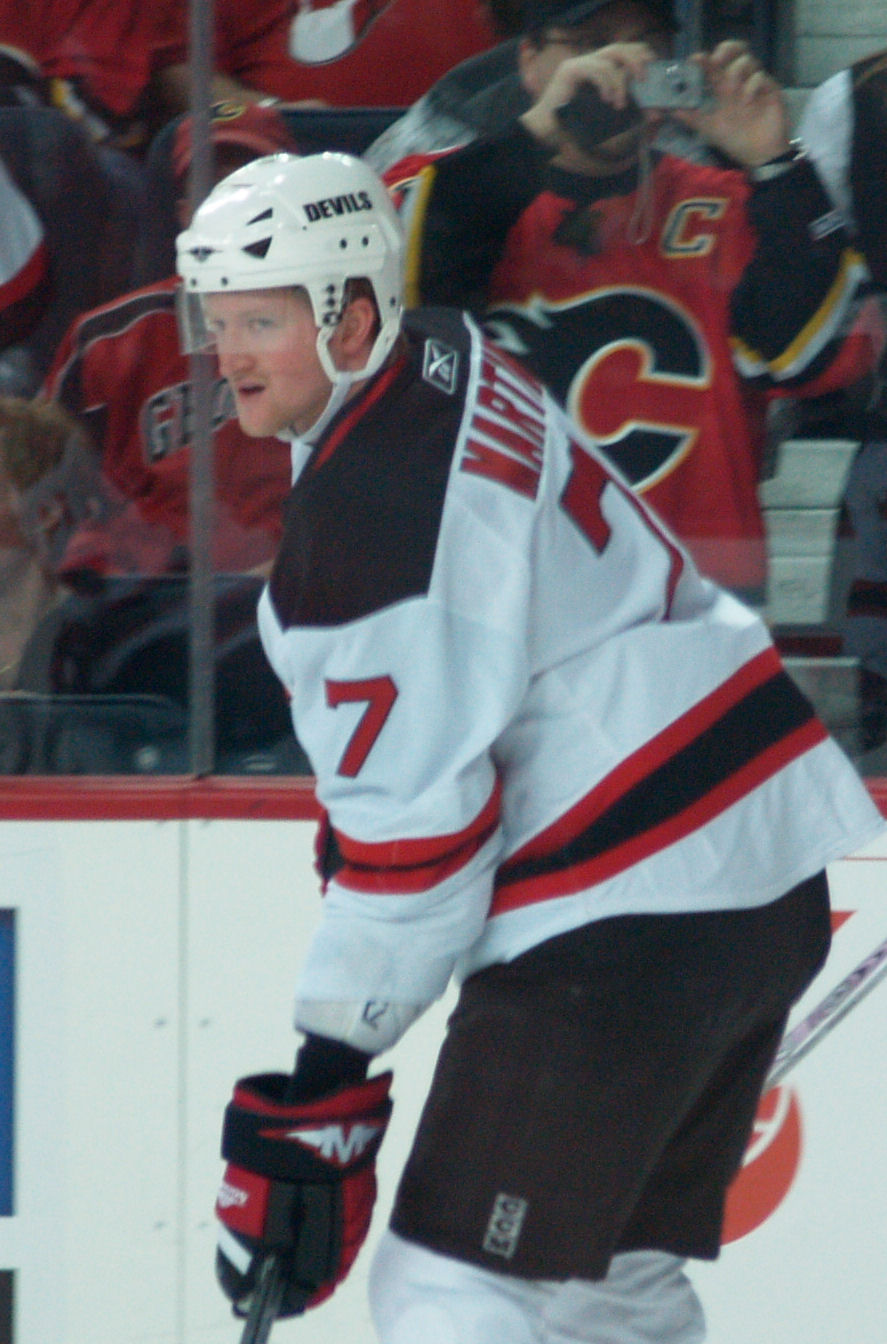
Paul Martin byl draftován ze 62. místa v roce 2000

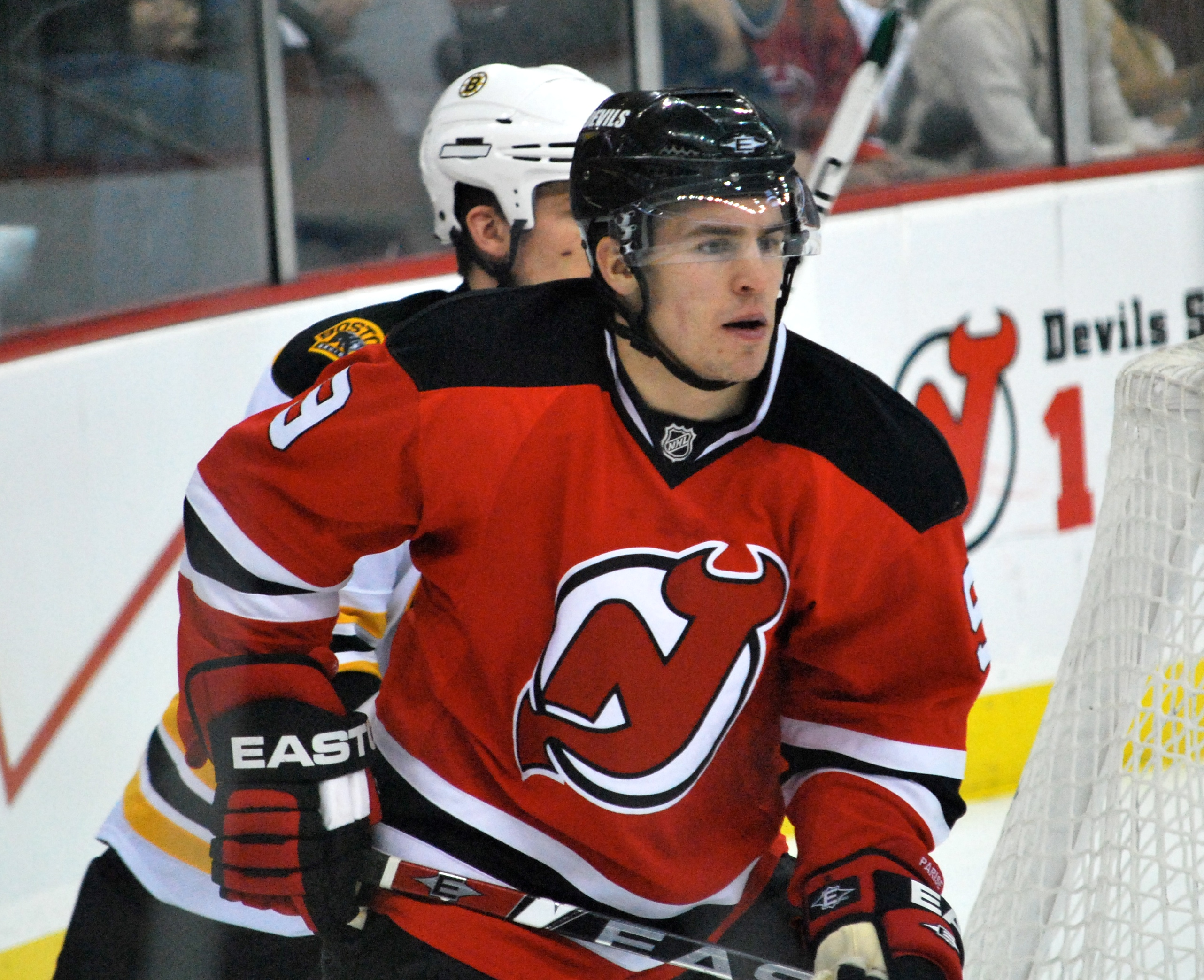
Zach Parise byl draftován ze 17. místa v roce 2003

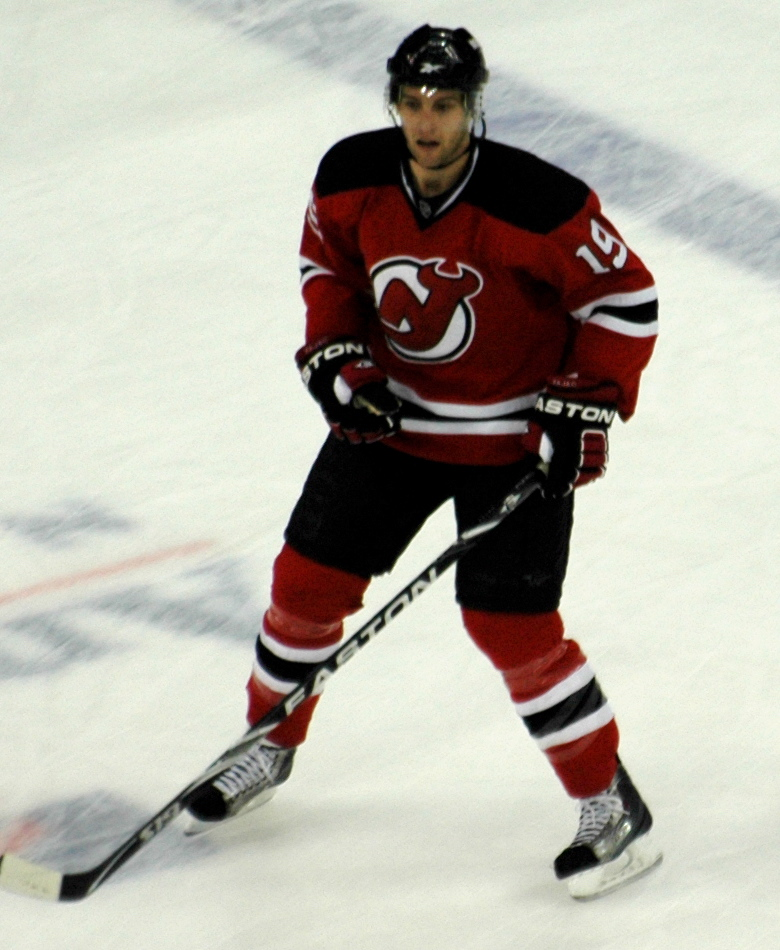
Travis Zajac byl draftován z 20. místa v roce 2004

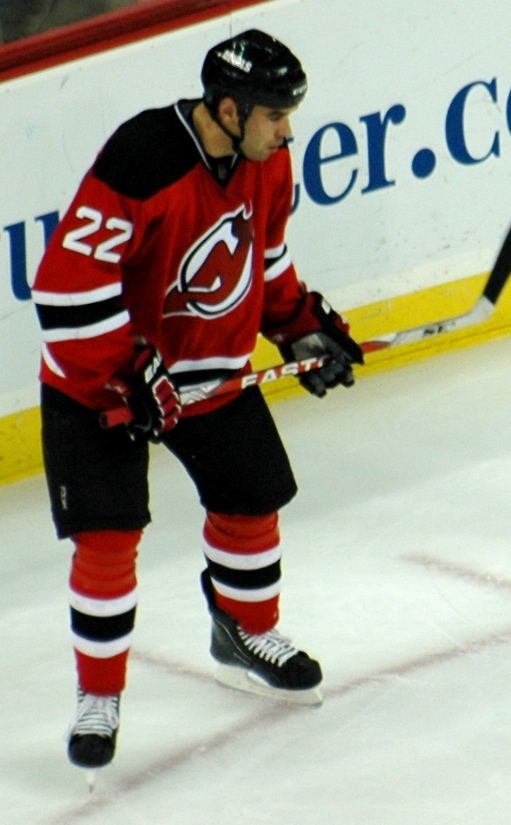
Pierre-Luc Létourneau-Leblond byl draftován z 216. místa v roce 2004

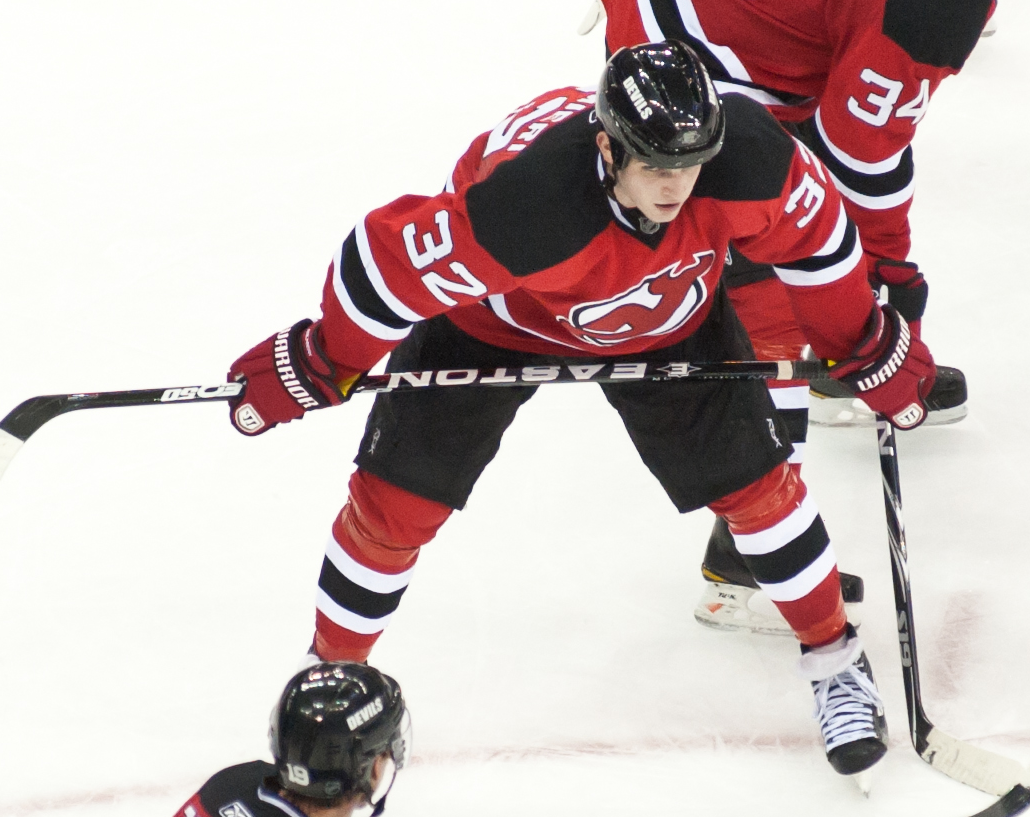
Nick Palmieri byl draftován ze 79. místa v roce 2007

|  | Hráči kteří hráli nejméně jeden zápas v NHL |
|  | Hráči kteří si zahráli v NHL All-Star Game  |

| Rok  | Kolo | Místo | Hráč                          | Pozice               |
| ---- | ---- | ----- | ----------------------------- | -------------------- |
| 1982 | 1    | 8     | Rocky Trottier                | Centr                |
| 1982 | 1    | 18    | Ken Daneyko                   | Obránce              |
| 1982 | 3    | 43    | Pat Verbeek                   | Pravé křídlo         |
| 1982 | 3    | 54    | Dave Kasper                   | ?                    |
| 1982 | 5    | 85    | Scott Brydges                 | Pravé křídlo         |
| 1982 | 6    | 106   | Mike Moher                    | Pravé křídlo         |
| 1982 | 7    | 127   | Paul Fulcher                  | Levé křídlo          |
| 1982 | 8    | 148   | John Hutchings                | Obránce              |
| 1982 | 9    | 169   | Alan Hepple                   | Obránce              |
| 1982 | 10   | 190   | Brent Shaw                    | Pravé křídlo         |
| 1982 | 11   | 211   | Scott Fusco                   | Centr                |
| 1982 | 12   | 232   | Dan Dorion                    | Pravé křídlo         |
| 1983 | 1    | 6     | John MacLean                  | Pravé křídlo         |
| 1983 | 2    | 24    | Shawn Evans                   | Obránce              |
| 1983 | 5    | 85    | Chris Terreri                 | Brankář              |
| 1983 | 6    | 105   | Gord Mark                     | Obránce              |
| 1983 | 7    | 125   | Greg Evtushevski              | Útočník              |
| 1983 | 8    | 145   | Vjačeslav Fetisov             | Obránce              |
| 1983 | 9    | 165   | Jay Octeau                    | Obránce              |
| 1983 | 10   | 185   | Alexandr Černych              | Útočník              |
| 1983 | 11   | 205   | Alan Stewart                  | Levé křídlo          |
| 1983 | 12   | 225   | Alexej Kasatonov              | Obránce              |
| 1984 | 1    | 2     | Kirk Muller                   | Centr                |
| 1984 | 2    | 23    | Craig Billington              | Brankář              |
| 1984 | 3    | 44    | Neil Davey                    | Obránce              |
| 1984 | 4    | 74    | Paul Ysebaert                 | Levé křídlo          |
| 1984 | 5    | 86    | Jon Morris                    | Útočník              |
| 1984 | 6    | 107   | Kirk McLean                   | Brankář              |
| 1984 | 7    | 128   | Ian Ferguson                  | Obránce              |
| 1984 | 8    | 149   | Vladimír Kameš                | Útočník              |
| 1984 | 9    | 170   | Mike Roth                     | Obránce              |
| 1984 | 10   | 190   | Mike Peluso                   | Obránce              |
| 1984 | 11   | 211   | Jarkko Piiparinen             | Útočník              |
| 1984 | 12   | 231   | Chris Kiene                   | Obránce              |
| 1985 | 1    | 3     | Craig Wolanin                 | Obránce              |
| 1985 | 2    | 24    | Sean Burke                    | Brankář              |
| 1985 | 2    | 32    | Eric Weinrich                 | Obránce              |
| 1985 | 3    | 45    | Myles O'Connor                | Obránce              |
| 1985 | 4    | 66    | Greg Polak                    | Útočník              |
| 1985 | 6    | 108   | Bill McMillan                 | Pravé křídlo         |
| 1985 | 7    | 129   | Kevin Schrader                | Obránce              |
| 1985 | 8    | 150   | Ed Krayer                     | ?                    |
| 1985 | 9    | 171   | Jamie Huscroft                | Obránce              |
| 1985 | 10   | 192   | Terry Shold                   | ?                    |
| 1985 | 11   | 213   | Jamie McKinley                | Pravé křídlo         |
| 1985 | 12   | 234   | David Williams                | Obránce              |
| 1986 | 1    | 3     | Neil Brady                    | Centr                |
| 1986 | 2    | 24    | Todd Copeland                 | Obránce              |
| 1986 | 3    | 45    | Janne Ojanen                  | Centr                |
| 1986 | 3    | 62    | Marc Laniel                   | Obránce              |
| 1986 | 4    | 66    | Anders Carlsson               | Centr                |
| 1986 | 6    | 108   | Troy Crowder                  | Pravé křídlo         |
| 1986 | 7    | 129   | Kevin Todd                    | Centr                |
| 1986 | 8    | 150   | Ryan Pardoski                 | Levé křídlo          |
| 1986 | 9    | 171   | Scott McCormack               | ?                    |
| 1986 | 10   | 192   | Frederic Chabot               | Brankář              |
| 1986 | 11   | 213   | John Andersen                 | Centr                |
| 1986 | 12   | 236   | Doug Kirton                   | Pravé křídlo         |
| 1987 | 1    | 2     | Brendan Shanahan              | Levé křídlo          |
| 1987 | 2    | 23    | Ricard Persson                | Obránce              |
| 1987 | 4    | 65    | Brian Sullivan                | Pravé křídlo         |
| 1987 | 5    | 86    | Kevin Dean                    | Obránce              |
| 1987 | 6    | 107   | Ben Hankinson                 | Pravé křídlo         |
| 1987 | 7    | 128   | Tom Neziol                    | Levé křídlo          |
| 1987 | 8    | 149   | Jim Dowd                      | Centr                |
| 1987 | 9    | 170   | John Blessman                 | Obránce              |
| 1987 | 10   | 191   | Pete Fry                      | Brankář              |
| 1987 | 11   | 212   | Alain Charland                | ?                    |
| 1988 | 1    | 12    | Corey Foster                  | Obránce              |
| 1988 | 2    | 23    | Jeff Christian                | Levé křídlo          |
| 1988 | 3    | 54    | Zdeno Cíger                   | Levé křídlo          |
| 1988 | 4    | 65    | Matt Ruchty                   | Levé křídlo          |
| 1988 | 4    | 75    | Scott Luik                    | Pravé křídlo         |
| 1988 | 4    | 96    | Chris Nelson                  | Obránce              |
| 1988 | 5    | 117   | Chad Johnson                  | Centr                |
| 1988 | 6    | 138   | Chad Erickson                 | Brankář              |
| 1988 | 7    | 159   | Bryan LaFort                  | Brankář              |
| 1988 | 8    | 180   | Sergej Světlov                | Pravé křídlo         |
| 1988 | 9    | 201   | Bob Woods                     | Obránce              |
| 1988 | 10   | 207   | Alexandr Semak                | Centr                |
| 1988 | 11   | 222   | Chuck Hughes                  | Brankář              |
| 1988 | 12   | 243   | Michael Pohl                  | Útočník              |
| 1989 | 1    | 5     | Bill Guerin                   | Pravé křídlo         |
| 1989 | 1    | 18    | Jason Miller                  | Centr                |
| 1989 | 2    | 26    | Jarrod Skalde                 | Centr                |
| 1989 | 3    | 47    | Scott Pellerin                | Levé křídlo          |
| 1989 | 5    | 89    | Mike Heinke                   | Brankář              |
| 1989 | 6    | 110   | David Emma                    | Pravé křídlo         |
| 1989 | 8    | 152   | Sergej Starikov               | Centr                |
| 1989 | 9    | 173   | Andre Faust                   | Levé křídlo          |
| 1989 | 11   | 215   | Jason Simon                   | Levé a pravé křídlo  |
| 1989 | 12   | 236   | Peter Larsson                 | Centr                |
| 1990 | 1    | 20    | Martin Brodeur                | Brankář              |
| 1990 | 2    | 24    | David Harlock                 | Obránce              |
| 1990 | 2    | 29    | Chris Gotziaman               | Pravé křídlo         |
| 1990 | 3    | 53    | Mike Dunham                   | Brankář              |
| 1990 | 3    | 56    | Brad Bombardir                | Obránce              |
| 1990 | 4    | 64    | Mike Bodnarchuk               | Pravé křídlo         |
| 1990 | 5    | 95    | Dean Malkoc                   | Obránce              |
| 1990 | 5    | 104   | Petr Kuchyňa                  | Obránce              |
| 1990 | 6    | 116   | Ľubomír Kolník                | Pravé křídlo         |
| 1990 | 7    | 137   | Chris McAlpine                | Obránce              |
| 1990 | 9    | 179   | Jaroslav Modrý                | Obránce              |
| 1990 | 10   | 200   | Corey Schwab                  | Brankář              |
| 1990 | 11   | 221   | Valerij Zelepukin             | Levé křídlo          |
| 1990 | 12   | 242   | Todd Reirden                  | Obránce              |
| 1991 | 1    | 3     | Scott Niedermayer             | Obránce              |
| 1991 | 1    | 11    | Brian Rolston                 | Levé křídlo          |
| 1991 | 2    | 33    | Donevan Hextall               | Centr                |
| 1991 | 3    | 55    | Fredrik Bremberg              | Pravé křídlo         |
| 1991 | 4    | 77    | Brad Willner                  | Obránce              |
| 1991 | 6    | 121   | Curtis Regnier                | Levé křídlo          |
| 1991 | 7    | 143   | Dave Craievich                | Obránce              |
| 1991 | 8    | 165   | Paul Wolanski                 | Obránce              |
| 1991 | 9    | 187   | Dan Reimann                   | Obránce              |
| 1991 | 11   | 231   | Kevin Riehl                   | Centr                |
| 1991 | 12   | 253   | Jason Hehr                    | Obránce              |
| 1992 | 1    | 18    | Jason Smith                   | Obránce              |
| 1992 | 2    | 42    | Sergej Brylin                 | Centr                |
| 1992 | 3    | 66    | Cale Hulse                    | Obránce              |
| 1992 | 4    | 90    | Vitalj Tomilin                | ?                    |
| 1992 | 4    | 94    | Scott McCabe                  | ?                    |
| 1992 | 5    | 114   | Ryan Black                    | Levé křídlo          |
| 1992 | 6    | 138   | Dan Trebil                    | Obránce              |
| 1992 | 7    | 162   | Geordie Kinnear               | Obránce              |
| 1992 | 8    | 186   | Stephane Yelle                | Centr                |
| 1992 | 9    | 210   | Jeff Toms                     | Levé křídlo          |
| 1992 | 10   | 234   | Heath Weenk                   | Obránce              |
| 1992 | 11   | 258   | Vladislav Jakovenko           | ?                    |
| 1993 | 1    | 13    | Denis Pederson                | Centr                |
| 1993 | 2    | 32    | Jay Pandolfo                  | Levé křídlo          |
| 1993 | 2    | 39    | Brendan Morrison              | Centr                |
| 1993 | 3    | 65    | Krzysztof Oliwa               | Levé křídlo          |
| 1993 | 5    | 110   | John Guirestante              | Pravé křídlo         |
| 1993 | 6    | 143   | Steve Brule                   | Pravé křídlo         |
| 1993 | 7    | 169   | Nikolaj Zavaruchin            | Centr                |
| 1993 | 8    | 195   | Thom Cullen                   | Obránce              |
| 1993 | 9    | 221   | Judd Lambert                  | Brankář              |
| 1993 | 10   | 247   | Jimmy Provencher              | Pravé křídlo         |
| 1993 | 11   | 273   | Mike Legg                     | Pravé křídlo         |
| 1994 | 1    | 25    | Vadim Šarifjanov              | Levé křídlo          |
| 1994 | 2    | 51    | Patrik Eliáš                  | Levé křídlo          |
| 1994 | 3    | 71    | Sheldon Souray                | Obránce              |
| 1994 | 4    | 103   | Zdeněk Skořepa                | Levé křídlo          |
| 1994 | 5    | 129   | Christian Gosselin            | Obránce              |
| 1994 | 6    | 134   | Ryan Smart                    | Útočník              |
| 1994 | 6    | 155   | Luciano Caravaggio            | Brankář              |
| 1994 | 7    | 181   | Jeff Williams                 | Levé křídlo          |
| 1994 | 8    | 207   | Eric Bertrand                 | Levé křídlo          |
| 1994 | 9    | 233   | Steve Sullivan                | Centr                |
| 1994 | 10   | 259   | Scott Swanjord                | Brankář              |
| 1994 | 11   | 269   | Mike Hanson                   | Útočník              |
| 1995 | 1    | 18    | Petr Sýkora                   | Centr                |
| 1995 | 2    | 44    | Nathan Perrott                | Pravé křídlo         |
| 1995 | 3    | 70    | Sergej Vyšedkevič             | Obránce              |
| 1995 | 3    | 78    | David Gosselin                | Levé křídlo          |
| 1995 | 4    | 79    | Alyn McCauley                 | Centr                |
| 1995 | 4    | 96    | Henrik Rehnberg               | Obránce              |
| 1995 | 5    | 122   | Chris Mason                   | Brankář              |
| 1995 | 6    | 148   | Adam Young                    | Levé křídlo          |
| 1995 | 7    | 174   | Richard Rochefort             | Centr                |
| 1995 | 8    | 200   | Frederic Henry                | Brankář              |
| 1995 | 9    | 226   | Colin O'Hara                  | Obránce              |
| 1996 | 1    | 10    | Lance Ward                    | Obránce              |
| 1996 | 2    | 38    | Wes Mason                     | Levé křídlo          |
| 1996 | 2    | 41    | Josh DeWolf                   | Obránce              |
| 1996 | 2    | 47    | Pierre Dagenais               | Levé křídlo          |
| 1996 | 2    | 49    | Colin White                   | Obránce              |
| 1996 | 3    | 63    | Scott Parker                  | Pravé křídlo         |
| 1996 | 4    | 91    | Josef Boumedienne             | Obránce              |
| 1996 | 4    | 101   | Josh MacNevin                 | Obránce              |
| 1996 | 5    | 118   | Glenn Crawford                | Levé křídlo          |
| 1996 | 6    | 145   | Sean Ritchlin                 | Pravé křídlo         |
| 1996 | 7    | 173   | Daryl Andrews                 | Obránce              |
| 1996 | 8    | 199   | Willie Mitchell               | Obránce              |
| 1996 | 8    | 205   | Jay Bertsch                   |                      |
| 1996 | 9    | 225   | Pasi Petrilainen              | Obránce              |
| 1997 | 1    | 24    | Jean-Francois Damphousse      | Brankář              |
| 1997 | 2    | 38    | Stanislav Gron                | Levé křídlo          |
| 1997 | 4    | 104   | Lucas Nehrling                | Obránce              |
| 1997 | 5    | 131   | Jiří Bicek                    | Levé křídlo          |
| 1997 | 6    | 159   | Sascha Goc                    | Obránce              |
| 1997 | 7    | 188   | Mathieu Benoit                | Pravé křídlo         |
| 1997 | 8    | 215   | Scott Clemmensen              | Brankář              |
| 1997 | 9    | 241   | Jan Srdínko                   | Obránce              |
| 1998 | 1    | 26    | Mike Van Ryn                  | Obránce              |
| 1998 | 1    | 27    | Scott Gomez                   | Centr                |
| 1998 | 2    | 37    | Christian Berglund            | Centr                |
| 1998 | 3    | 82    | Brian Gionta                  | Pravé křídlo         |
| 1998 | 4    | 96    | Mikko Jokela                  | Obránce              |
| 1998 | 5    | 119   | Anton But                     | Levé křídlo          |
| 1998 | 5    | 143   | Ryan Flinn                    | Levé křídlo          |
| 1998 | 6    | 172   | Jacques Lariviere             | Levé křídlo          |
| 1998 | 7    | 199   | Erik Jensen                   | Levé a pravé křídlo  |
| 1998 | 8    | 227   | Marko Ahosilta                | Útočník              |
| 1998 | 9    | 257   | Ryan Held                     | Levé a pravé křídlo  |
| 1999 | 1    | 27    | Ari Ahonen                    | Brankář              |
| 1999 | 2    | 42    | Mike Commodore                | Obránce              |
| 1999 | 2    | 50    | Brett Clouthier               | Levé křídlo          |
| 1999 | 3    | 95    | Andre Lakos                   | Obránce              |
| 1999 | 4    | 100   | Teemu Kesa                    | Obránce              |
| 1999 | 6    | 185   | Scott Cameron                 | Levé křídlo          |
| 1999 | 7    | 214   | Chris Hartsburg               | Centr                |
| 1999 | 8    | 242   | Justin Dziama                 | Útočník              |
| 2000 | 1    | 22    | David Hale                    | Obránce              |
| 2000 | 2    | 39    | Teemu Laine                   | Útočník              |
| 2000 | 2    | 56    | Alexandr Suglobov             | Pravé křídlo         |
| 2000 | 2    | 57    | Matt DeMarchi                 | Obránce              |
| 2000 | 2    | 62    | Paul Martin                   | Obránce              |
| 2000 | 3    | 67    | Max Birbraer                  | Levé křídlo          |
| 2000 | 3    | 76    | Michael Rupp                  | Levé křídlo          |
| 2000 | 4    | 125   | Phil Cole                     | Obránce              |
| 2000 | 5    | 135   | Mike Danton                   | Centr                |
| 2000 | 5    | 164   | Matúš Kostúr                  | Brankář              |
| 2000 | 6    | 194   | Deryk Engelland               | Obránce              |
| 2000 | 7    | 198   | Ken Magowan                   | Levé křídlo          |
| 2000 | 8    | 257   | Warren McCutcheon             | Centr                |
| 2001 | 1    | 22    | Adrian Foster                 | Centr                |
| 2001 | 2    | 44    | Igor Pohanka                  | Centr                |
| 2001 | 2    | 48    | Tuomas Pihlman                | Levé křídlo          |
| 2001 | 2    | 60    | Viktor Jučevatov              | Obránce              |
| 2001 | 3    | 67    | Robin Leblanc                 | Pravé křídlo         |
| 2001 | 3    | 72    | Brandon Nolan                 | Centr                |
| 2001 | 4    | 128   | Andrej Posnov                 | Levé křídlo          |
| 2001 | 5    | 163   | Andreas Salomonsson           | Levé křídlo          |
| 2001 | 6    | 194   | James Massen                  | Pravé křídlo         |
| 2001 | 8    | 229   | Aaron Voros                   | Pravé křídlo         |
| 2001 | 8    | 257   | Jevgenij Gamalej              | Obránce              |
| 2002 | 2    | 51    | Anton Kadejkin                | Obránce              |
| 2002 | 2    | 53    | Barry Tallackson              | Pravé křídlo         |
| 2002 | 3    | 64    | Jason Ryznar                  | Levé křídlo          |
| 2002 | 3    | 84    | Marek Chvátal                 | Obránce              |
| 2002 | 3    | 85    | Ahren Nittel                  | Levé a pravé křídlo  |
| 2002 | 4    | 117   | Cam Janssen                   | Levé a pravé křídlo  |
| 2002 | 5    | 154   | Krisjanis Redlihs             | Obránce              |
| 2002 | 6    | 187   | Eric Johansson                | Centr                |
| 2002 | 7    | 218   | Ilkka Pikkarainen             | Pravé křídlo         |
| 2002 | 8    | 250   | Dan Glover                    | Obránce              |
| 2002 | 9    | 281   | Bill Kinkel                   | Levé křídlo          |
| 2003 | 1    | 7     | Zach Parise                   | Centr                |
| 2003 | 2    | 35    | Petr Vrána                    | Centr                |
| 2003 | 3    | 76    | Ivan Chomutov                 | Centr                |
| 2003 | 5    | 117   | Zach Tarkir                   | Obránce              |
| 2003 | 6    | 133   | Jason Smith                   | Brankář              |
| 2003 | 8    | 210   | Joey Tenute                   | Centr                |
| 2003 | 9    | 268   | Arsenij Bondarev              | Levé křídlo          |
| 2004 | 1    | 20    | Travis Zajac                  | Centr                |
| 2004 | 5    | 155   | Alexandr Michailišin          | Obránce              |
| 2004 | 6    | 185   | Josh Disher                   | Brankář              |
| 2004 | 7    | 216   | Pierre-Luc Letourneau-Leblond | Pravé křídlo         |
| 2004 | 7    | 217   | Tyler Eckford                 | Obránce              |
| 2004 | 8    | 250   | Nathan Perkovich              | Pravé křídlo         |
| 2004 | 9    | 282   | Valerij Klimov                | Obránce              |
| 2005 | 1    | 23    | Nicklas Bergfors              | Pravé křídlo         |
| 2005 | 2    | 38    | Jeff Frazee                   | Brankář              |
| 2005 | 3    | 84    | Mark Fraser                   | Obránce              |
| 2005 | 4    | 99    | Patrick Davis                 | Levé křídlo          |
| 2005 | 5    | 155   | Mark Fayne                    | Obránce              |
| 2005 | 6    | 170   | Sean Zimmerman                | Obránce              |
| 2005 | 7    | 218   | Alexander Sundstrom           | Centr                |
| 2006 | 1    | 30    | Matt Corrente                 | Obránce              |
| 2006 | 2    | 58    | Alexandr Vasjunov             | Levé křídlo          |
| 2006 | 3    | 67    | Kirill Tulupov                | Obránce              |
| 2006 | 3    | 77    | Vladimir Žarkov               | Pravé křídlo         |
| 2006 | 4    | 107   | T.J. Miller                   | Obránce              |
| 2006 | 5    | 148   | Olivier Magnan                | Obránce              |
| 2006 | 6    | 178   | Tony Romano                   | Centr                |
| 2006 | 7    | 208   | Kyell Henegan                 | Obránce              |
| 2007 | 2    | 57    | Mike Hoeffel                  | Levé a pravé křídlo  |
| 2007 | 3    | 79    | Nick Palmieri                 | Pravé křídlo         |
| 2007 | 3    | 87    | Corbin McPherson              | Obránce              |
| 2007 | 4    | 117   | Matt Halischuk                | Pravé křídlo         |
| 2007 | 6    | 177   | Vili Sopanen                  | Levé a pravé křídlo  |
| 2007 | 7    | 207   | Ryan Molle                    | Obránce              |
| 2008 | 1    | 24    | Mattias Tedenby               | Pravé křídlo         |
| 2008 | 2    | 52    | Brandon Burlon                | Obránce              |
| 2008 | 2    | 54    | Patrice Cormier               | Centr                |
| 2008 | 3    | 82    | Adam Henrique                 | Centr                |
| 2008 | 4    | 112   | Matt Delahey                  | Obránce              |
| 2008 | 5    | 142   | Kory Nagy                     | Centr                |
| 2008 | 6    | 172   | David Wohlberg                | Centr                |
| 2008 | 7    | 202   | Harry Young                   | Obránce              |
| 2008 | 7    | 205   | Jean-Sebastien Berube         | Levé křídlo          |
| 2009 | 1    | 20    | Jacob Josefson                | Centr                |
| 2009 | 2    | 54    | Eric Gelinas                  | Obránce              |
| 2009 | 3    | 73    | Alexander Urbom               | Obránce              |
| 2009 | 4    | 114   | Seth Helgeson                 | Obránce              |
| 2009 | 5    | 144   | Derek Rodwell                 | Levé křídlo          |
| 2009 | 6    | 174   | Ashton Bernard                | Levé křídlo          |
| 2009 | 7    | 204   | Curtis Gedig                  | Obránce              |
| 2010 | 2    | 38    | Jon Merrill                   | Obránce              |
| 2010 | 3    | 84    | Scott Wedgewood               | Brankář              |
| 2010 | 4    | 114   | Joe Faust                     | Obránce              |
| 2010 | 6    | 174   | Maxime Clermont               | Brankář              |
| 2010 | 7    | 204   | Mauro Jorg                    | Levé křídlo          |
| 2011 | 1    | 4     | Adam Larsson                  | Obránce              |
| 2011 | 3    | 75    | Blake Coleman                 | Cent a levé křídlo   |
| 2011 | 4    | 99    | Reid Boucher                  | Levé křídlo          |
| 2011 | 5    | 129   | Blake Pietila                 | Levé křídlo          |
| 2011 | 6    | 159   | Reece Scarlett                | Obránce              |
| 2011 | 7    | 189   | Patrick Daly                  | Obránce              |
| 2012 | 1    | 29    | Stefan Matteau                | Levé křídlo          |
| 2012 | 2    | 60    | Damon Severson                | Pravé křídlo         |
| 2012 | 3    | 90    | Ben Johnson                   | Centr                |
| 2012 | 4    | 96    | Ben Thomson                   | Levé křídlo          |
| 2012 | 5    | 135   | Graham Black                  | Centr                |
| 2012 | 5    | 150   | Alex Kerfoot                  | Pravé křídlo a centr |
| 2012 | 6    | 180   | Artur Gavrus                  | Pravé křídlo         |

## Souvislé články
- Seznam hokejistů draftovaných týmem Colorado Rockies
- Seznam hokejistů draftovaných týmem Kansas City Scouts